# Lombardské Alpy

16 - Lombardské Alpy

Lombardské Alpy (italsky Prealpi Lombarde) je soubor horských pásem v jižní části Alp, v italských Středních Alpách, v Itálii a částečně i ve Švýcarsku. Lombardské Alpy se nachází mezi jezerem Lago Maggiore na západě a řekou Adiže na východě. Ze severu je oddělují Lepontské Alpy a Rétské Alpy, z jihu Pádská nížina. Leží především v Lombardii, ale zasahují také do Benátska, Tridentska-Horní Adiže a švýcarského kantonu Ticino. V oblasti se nachází tři velká jezera Lago di Como, Lago d'Iseo a Lago di Garda. Nejvyšší horou je Pizzo Coca (3 052 m) v Bergamských Alpách.

## Členění
- Luganské Alpy (Prealpi Luganesi)
- Orobské Alpy (Alpi Orobie)
- Bergamské Alpy (Prealpi Bergamasche)
- Brescianské Alpy (Prealpi Bresciane)
- Gardské hory (Prealpi Gardesane)